# Beethoven (1927)
Beethoven, auch bekannt unter dem deutschen Zweittitel Das Leben des Beethoven, ist eine österreichische Stummfilmbiografie aus dem Jahr 1927. Unter dem Pseudonym Hans Otto führte Hans Otto Löwenstein Regie.

## Handlung
Der Film zeichnet die einzelnen Stationen im Leben des Ludwig van Beethoven nach: Von seiner Kindheit in Bonn, wo ihn der alte Joseph Haydn beim Orgelspiel belauscht, über seine größten Triumphe als Komponist bis hin zu seinem letzten und dramatischsten Lebensabschnitt, als die Taubheit ihn all seiner Kreativität beraubte. Auch die privaten Momente Beethovens, etwa seine enttäuschend verlaufende Liebe zu einer Schülerin, der Gräfin Giulietta Guicciardi, werden nicht ausgespart.

## Produktionsnotizen
Der Film wurde ab Sommer 1926 in den Listo-Film-Ateliers in Wien-Schönbrunn gedreht. Er besaß fünf Akte auf einer Länge von etwa 2200 Metern. Beethoven wurde erstmals im Januar 1927 gezeigt und erlebte am 18. Februar 1927 seinen Massenstart. In Deutschland lief er unmittelbar darauf an und wurde dort mitunter unter dem Titel Der große Einsame gezeigt.
Anlass für diesen Beethovenfilm war der anstehende 100. Todestag (26. März 1827) des Ausnahmekomponisten.
Für Fritz Kortner war dies bereits der zweite Filmauftritt als Beethoven. Bereits Ende 1917 hatte er den Komponisten in der gleichfalls österreichischen Produktion Der Märtyrer seines Herzens von Emil Justitz gespielt.
Ernst Richter entwarf die Filmbauten.
Die österreichische Filmkommission des Zentralinstitutes für Erziehung und Unterricht erklärte den Film einstimmig für „volksbildend“.

## Kritiken
In den Wiener Zeitungen wurde der Beethoven-Film im Januar 1927 intensiv besprochen:
Das "Neue Wiener Tageblatt" schrieb: „Wie ausgezeichnet solche Persönlichkeiten durch das Lebendige des Films wiedergegeben können, zeigt das neue Filmdrama „Ludwig van Beethoven“. (…) In Fritz Kortner ist ein Darsteller von ganz großem Format für den Tonheros gewonnen worden. Der Künstler hält sich von Kitsch und Geschmacklosigkeit völlig fern, und versteht es, die geniale Art des Gewaltigen wunderbar zu verkörpern.“
In "Der Morgen" heißt es: „Dieser Film, dem anläßlich der bevorstehenden Beethoven-Zentralfeier besondere Aktualität zukommt, ist ein Standardwerk der österreichischen Produktion. Vornehm in der filmischen Gestaltung historischen Geschehens schildert er  in knappen, scharf gesehenen Bildern Aufstieg und tragisches Ende eines großen Genies. Mit sicherer Hand steuerte sein Autor an den Klippen der Kitschigkeit vorbei, und schrieb ein Filmbuch voll tiefstem künstlerischen Ernst. Regisseur Otto ließ den Dichter des Filmbuchs nicht im Stiche. Vom Anfang an verzichtete er in dankenswerter Weise auf alle kinomäßigen Mätzchen.“
Die "Wiener Allgemeine Zeitung" befand: „Von Hans Ottos Regie ist gleichfalls das Beste zu berichten. Sorgsam und vornehm wird das Milieu behandelt, Beethoven-Stätten und -Reliquien unaufdringlich verwendet, die Stimmung lieber alter Gassen und Stuben ist geradezu subtil wiedergegeben. Selten arbeitet ein Regisseur so diskret aber selten erreicht er auch eine solche Geschlossenheit der Wirkung. (…) Viktor Glücks klare Photographie darf in diesem Zusammenhang nicht unerwähnt bleiben.“
In der "Neuen Freien Presse" war zu lesen: „Mit ganz außerordentlichem Geschick hat der Wiener Schriftsteller Emil Kolberg all diese Gefahren zu vermeiden gewußt, und er hat mit wohltuender Diskretion, mit ehrfürchtiger Einfühlung und mit großer Sachkenntnis ein ungemein bewegendes Bild dieses mächtigen Lebens gegeben.“
In Deutschland hieß es dazu:
Heinrich Fraenkels Unsterblicher Film schrieb zu Kortners Gestaltung: „Die tragische Note bestimmt häufig das Rollenfach von Fritz Kortner, der in der überaus gelungenen Maske von Beethoven sich nicht nur physiognomisch anpaßte; auch das tragische Geschick des tauben Tondichters wußte er überzeugend zu gestalten“.

## Neue Filmmusiken
2019/20 vertonte der Stummfilmpianist Richard Siedhoff im Auftrag des Fördervereins Filmkultur Bonn e.V. den Film für Kammerorchester. Dabei griff Siedhoff auf ca. 70 Auszüge aus etwa 50 Werken von Beethoven zurück, von Klaviersonaten über Streichquartetten bis hin zu Sinfonie-Auszügen, die er passgenau dem Film zuordnete und neu orchestrierte. Dabei erklingen die Werke zumeist bei den Protagonisten, denen Beethoven diese gewidmet hat. Uraufgeführt wurde diese Fassung am 1. Februar 2020 in der Bundeskunsthalle Bonn mit dem Metropolis Orchester Berlin unter der Leitung von Burkhard Götze.
Ebenfalls 2020 komponierte Malte Giesen zu einer vom Filmarchiv Austria digital restaurierten Fassung des Stummfilms im Auftrag von ZDF und Arte eine sinfonische Filmmusik, die etliche Werke Beethovens aufgreift und diese gemäß der Filmhandlung teils verfremdet und mit zeitgenössischen Elementen und Effekten anreichert. Die Musik wurde von der Thüringen Philharmonie Gotha-Eisenach unter Aurélien Bello eingespielt; der Film mit dieser Tonspur wurde am 7. Juni 2021 auf Arte ausgestrahlt.